# Championnat de Pologne de football 1929
Navigation
Édition précédente Édition suivante
La saison 1929 du championnat de Pologne est la huitième saison de l'histoire de la compétition. Cette édition a été remportée par le Warta Poznań, devant le Garbarnia Cracovie, club tout juste promu.

## Les clubs participants
| Club                  | Ville    |
| --------------------- | -------- |
| Czarni Lvov           | Lvov     |
| FC Katowice           | Katowice |
| Garbarnia Cracovie    | Cracovie |
| Klub Turystów Łódź    | Lódź     |
| KS Cracovia           | Cracovie |
| Legia Varsovie        | Varsovie |
| LKS Łódź              | Lódź     |
| Pogoń Lvov            | Lvov     |
| Polonia Varsovie      | Varsovie |
| Ruch Chorzów          | Chorzów  |
| Warszawianka Varsovie | Varsovie |
| Warta Poznań          | Poznań   |
| Wisła Cracovie        | Cracovie |

## Compétition

### Classement
| Rang | Équipe                 | Pts | J  | G  | N | P  | Bp | Bc | Diff |
| ---- | ---------------------- | --- | -- | -- | - | -- | -- | -- | ---- |
| 1    | Warta Poznań           | 33  | 24 | 15 | 3 | 6  | 58 | 33 | +25  |
| 2    | Garbarnia Cracovie (P) | 32  | 24 | 13 | 6 | 5  | 62 | 43 | +19  |
| 3    | Wisła Cracovie         | 30  | 24 | 13 | 4 | 7  | 62 | 46 | +16  |
| 4    | Legia Varsovie         | 30  | 24 | 12 | 6 | 6  | 44 | 34 | +10  |
| 5    | ŁKS Łódź               | 29  | 24 | 11 | 7 | 6  | 41 | 41 | 0    |
| 6    | KS Cracovia            | 28  | 24 | 10 | 8 | 6  | 50 | 35 | +15  |
| 7    | Polonia Varsovie       | 20  | 24 | 8  | 4 | 12 | 47 | 57 | -10  |
| 8    | Warszawianka Varsovie  | 20  | 24 | 6  | 8 | 10 | 36 | 54 | -18  |
| 9    | Pogoń Lvov             | 19  | 24 | 7  | 5 | 12 | 43 | 48 | -5   |
| 10   | Ruch Chorzów           | 19  | 24 | 6  | 7 | 11 | 32 | 48 | -16  |
| 11   | Czarni Lvov            | 18  | 24 | 7  | 4 | 13 | 59 | 63 | -4   |
| 12   | 1. FC Katowice         | 17  | 24 | 5  | 7 | 12 | 33 | 51 | -18  |
| 13   | Klub Turystów Łódź     | 17  | 24 | 6  | 5 | 13 | 31 | 55 | -24  |

| Légende | Légende               |
| ------- | --------------------- |
|         | Champion de Pologne   |
|         | Relégation en Klasa A |
|         | (P) : Promu           |

## Meilleurs buteurs
| # | Joueur             | Équipe             | Buts |
| - | ------------------ | ------------------ | ---- |
| 1 | Rochus Nastula     | Czarni Lvov        | 25   |
| 2 | Władysław Przybysz | Warta Poznań       | 23   |
| 3 | Juliusz Joksch     | Garbarnia Cracovie | 19   |